# Sagizzano
Sagizzano fu un antico paese della valle Peligna esistito tra il X e il XIV secolo. Era collocato in località Fonte d'Amore a ridosso dell'eremo di Sant'Onofrio al Morrone e dei terrazzamenti del tempio di Ercole Curino nel settore pedemontano del monte Morrone nei pressi della contemporanea Sulmona (AQ), in Abruzzo.

## Storia e descrizione
Il paese medievale di Sagizzano fu fondato con ogni probabilità intorno al X secolo nel territorio sottoposto al controllo della città di Solmona, la contemporanea Sulmona in Abruzzo. Citato nel Catalogus baronum, l'incastellamento di Sagizzano si caratterizzava per la presenza di alcune chiese rurali. Il toponimo è riportato con grafie diverse in documenti storici ed ecclesiastici come le bolle pontificie di Papa Lucio III e Papa Clemente III. Gli storici hanno attestato la presenza eremitica di Pietro Angelerio, il futuro Papa Celestino V, nella piccola chiesa di Santa Maria di Segezzano nei pressi delle omonime grotte intorno all'anno 1240.
Nel corso del XIII l'universitas di Seghezzano, già in decadenza, fu incorporata al governo di Solmona.
Il paese subì gli effetti di diversi eventi sismici e la devastazione di un'alluvione che probabilmente causò durante il XIV secolo l'abbandono definitivo del luogo da parte della popolazione.